# Экологическая генетика
Экологическая генетика — раздел науки, изучающий генетические аспекты взаимодействия организмов, а также изменения организмов под воздействием среды обитания (экологических факторов), исследующая взаимовлияние генетических процессов и экологических отношений.

## Взаимосвязанные дисциплины
Экологическая генетика включает в себя такие направления исследований, как токсикогенетика, фармакогенетика, фармакогеномика.